# Kolenkachel

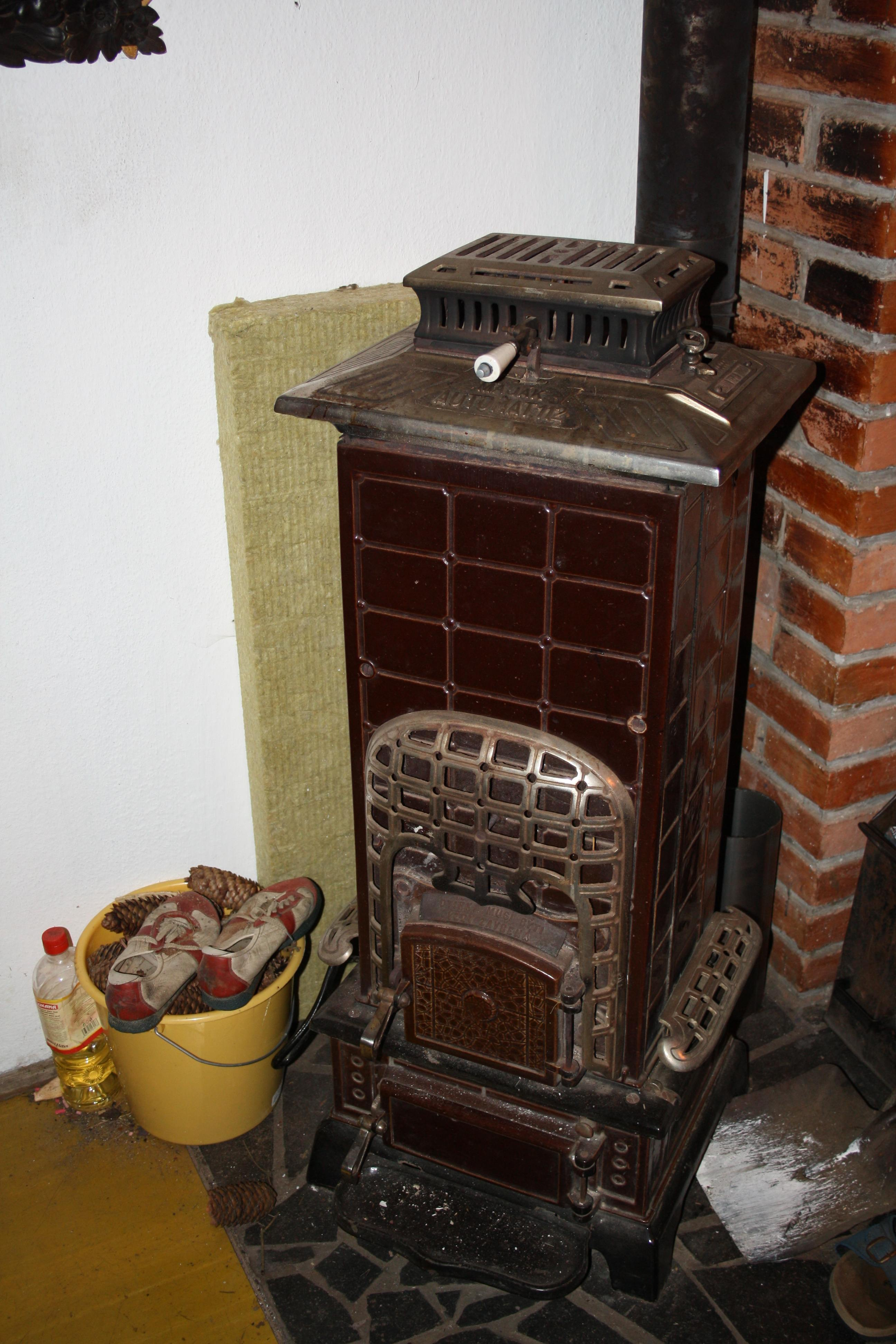
Amerikaanse kolenkachel

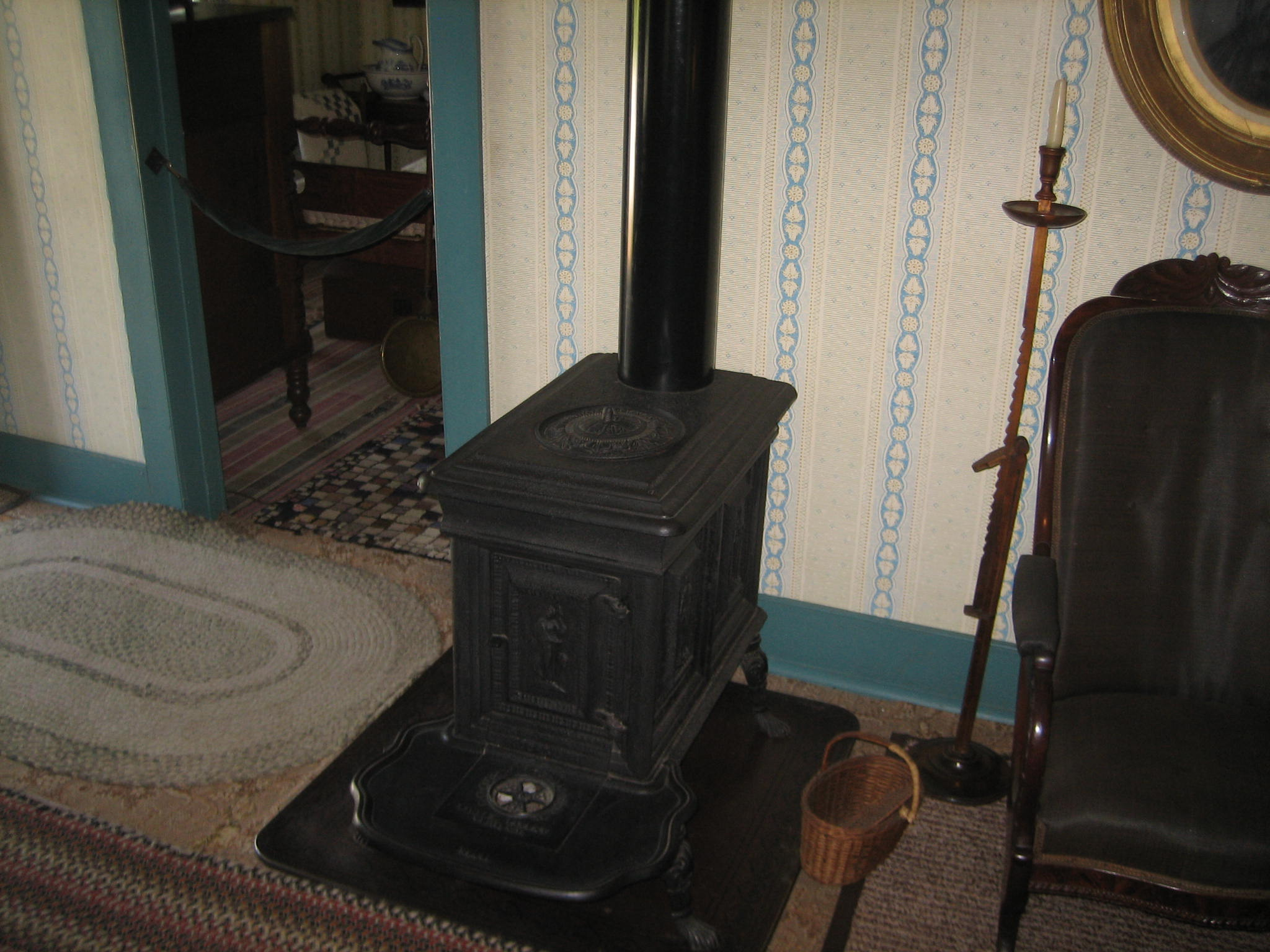
John Deere-huiskachel

Een kolenkachel is een verwarmingstoestel (kachel) dat kolen verbrandt.
De warmte die bij de verbranding vrijkomt, wordt gebruikt om bijvoorbeeld vertrekken in een woning of gebouw te verwarmen. De brandstof (die bewaard werd in een kolenhok) wordt met een kolenkit in de kachel gegooid. Steenkool als brandstof voor thuisgebruik was in diverse soorten en maten verkrijgbaar: antraciet, eierkolen en cokes. Ook briketten van steenkool of bruinkool werden toegepast. De rook die bij de verbranding ontstaat, die koolstofdioxide en koolstofmonoxide bevat, wordt via de kachelpijp naar een schoorsteen of rookgasafvoer afgevoerd. De overblijvende as viel na opschudden met een pook in de asla en werd daarna verzameld in de asemmer.
De meeste kolenkachels geven stralingswarmte af. Voordeel daarvan is dat de ruimte bij een veel lagere luchttemperatuur aangenaam aanvoelt. Vergelijk dit met het zonnen tijdens de wintersport. Ook is de gewenste temperatuur te variëren door dichter of minder dicht bij de kachel te gaan zitten. De warmte van een kolenkachel wordt daarom vaak als zeer prettig ervaren.
Het gebruik van een kolenkachel levert echter nogal wat vervuiling in huis op, in de vorm van roet en stof, door de verbranding en door de kolen die door de woning worden aangevoerd. Aan het eind van het stookseizoen volgde dan ook gewoonlijk de voorjaarsschoonmaak.

## Historie
Het stoken van steenkool voor verwarmingsdoeleinden kwam in Nederland voor het eerst op kleine schaal in zwang in het begin van de 19e eeuw, en dan alleen nog in havensteden. De binnenlandse steenkoolmijnen leverden slechts een geringe productie, waarvan slechts in de directe omgeving van deze mijnen gebruik werd gemaakt. Einde 19e eeuw kwam op grotere schaal steenkool uit Wales voor huisbrand ter beschikking, niet veel later gevolgd door Belgische en Duitse steenkool. Ook cokes, een bijproduct van de gasfabrieken, welke vooral in de tweede helft van de 19e eeuw in tal van plaatsen verrezen, werd gestookt. Vanaf 1907 werden ook in Nederland de steenkoolmijnen geopend dan wel uitgebreid en vond steenkool voor huisbranddoeleinden op grote schaal ingang. Deze verdrong de turf, die tot dan toe een belangrijke brandstof was. Tot in de jaren 60 van de 20e eeuw werden kolenkachels veel gebruikt. Na 1964 stortte de verkoop van kolenkachels in, en na ongeveer 1970 werden ze nauwelijks meer gebruikt, omdat het stoken van kolen tamelijk veel werk met zich meebrengt en kolen aangevoerd en opgeslagen moeten worden. De kolenkachels werden op grote schaal door oliekachels vervangen, en na 1967 door op aardgas gestookte gaskachels en gasgestookte centrale verwarming. Dit leidde ertoe dat vanaf 1971 de verkoop van alle haarden (kolen, olie en gas) binnen enkele jaren geheel instortte.

## Afbeeldingen

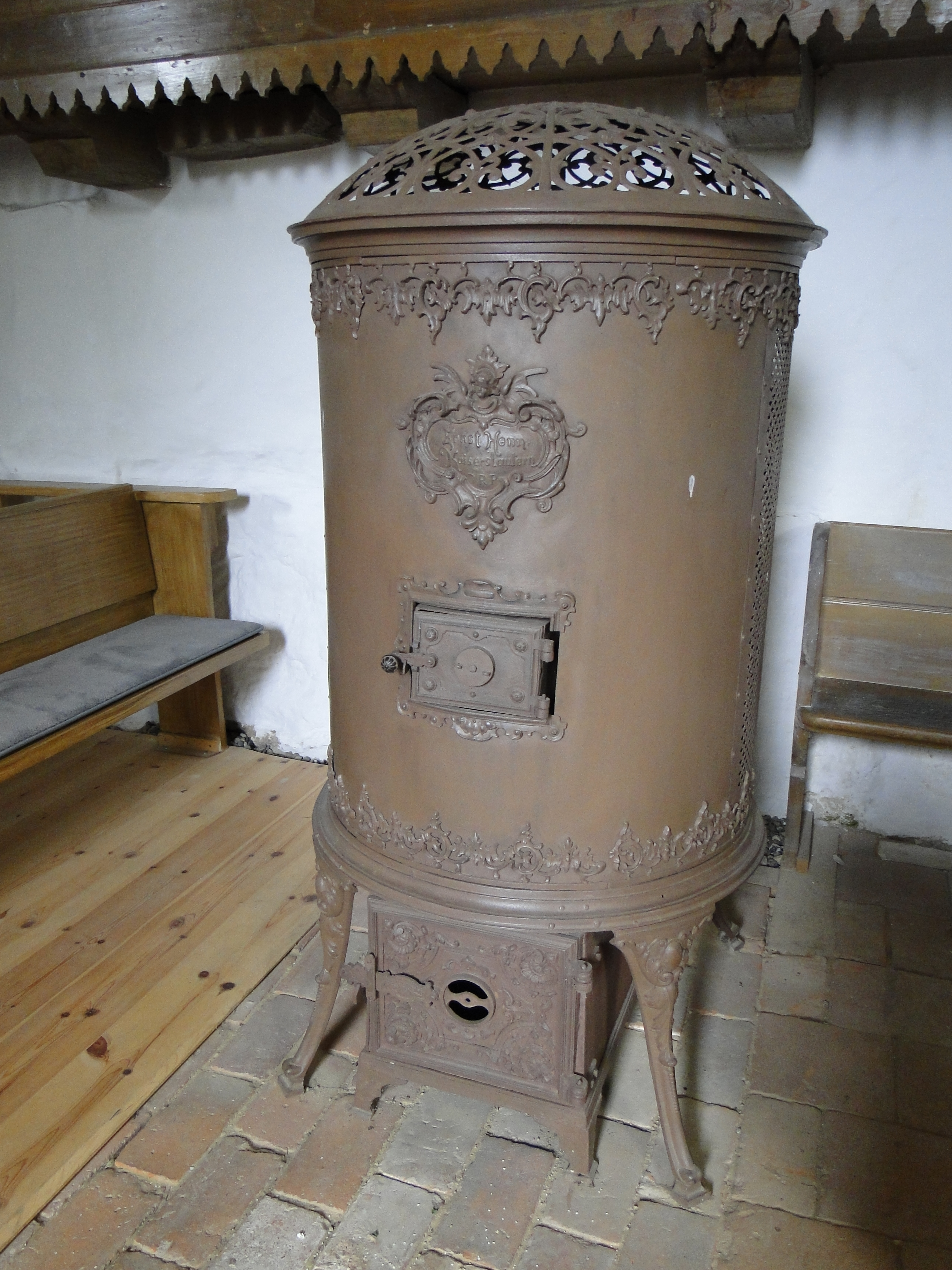
Oost-Duitse kerkkachel
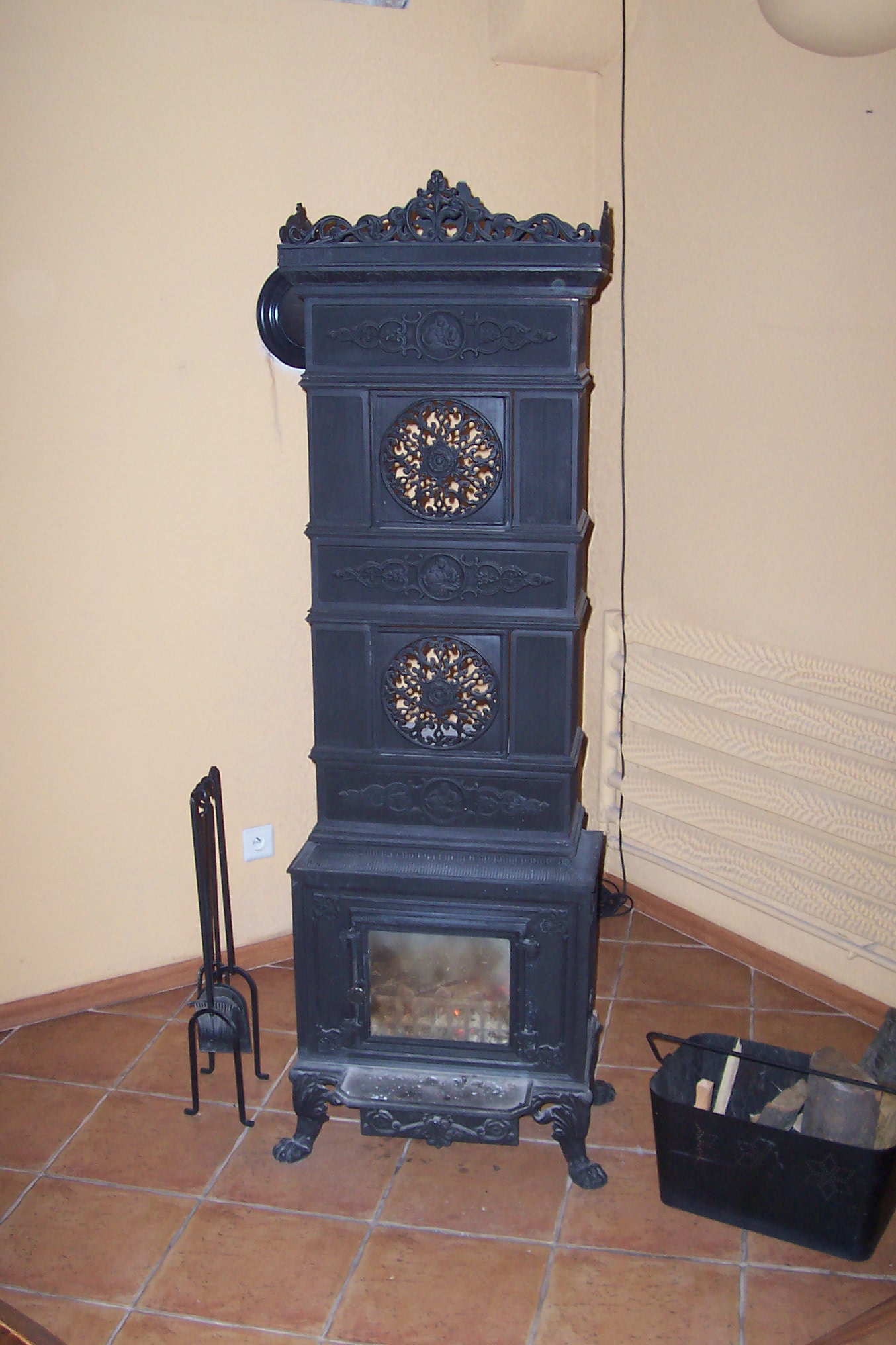
Poolse huiskachel
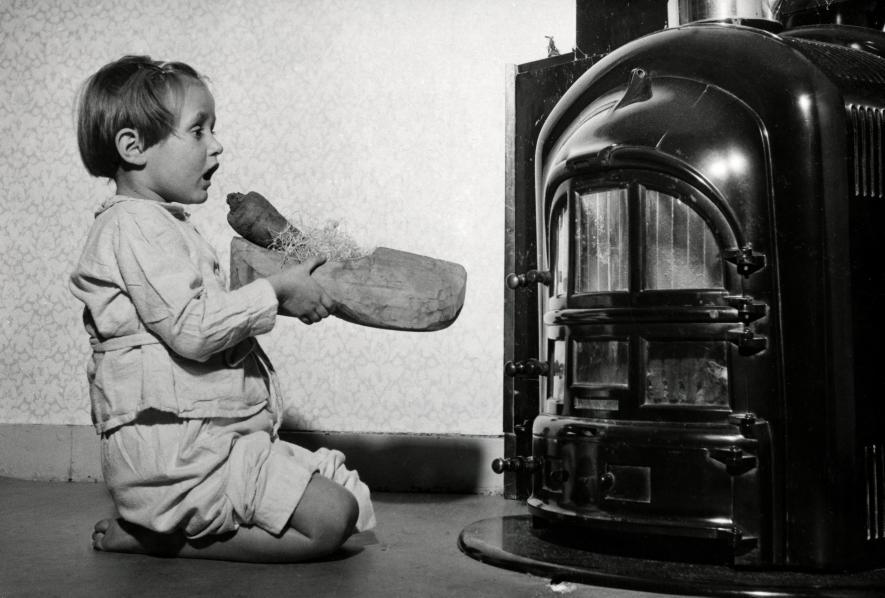
Kolenhaard (1959)